# Heliodora
Heliodora is een gemeente in de Braziliaanse deelstaat Minas Gerais. De gemeente telt 6.295 inwoners (schatting 2009).

## Aangrenzende gemeenten
De gemeente grenst aan Careaçu, Lambari, Natércia en São Gonçalo do Sapucaí.

## Verkeer en vervoer
De plaats ligt aan de wegen MG-456 en MG-458.